# マルコ・サマルジッチ
マルコ・サマルジッチ（セルビア語: Марко Самарџић、1983年2月22日 - ）は、セルビアの元男子バレーボール選手。ベオグラード出身。ポジションはリベロ。元セルビア代表。

## 来歴
ユーゴスラビアリーグのレッドスター・ベオグラード在籍時の2003年にリーグ優勝を経験。2004年アテネオリンピック後のヴァーサ・ミイッチの代表引退に伴い、ナショナルチームのリベロに抜擢され、自国開催された2005年ワールドリーグでチームの準優勝に貢献するとともに、ベストリベロ賞を受賞した。同年ヴォイヴォディナ・ノヴィサドへ移籍、フランスリーグのトゥールVB、ポーランドリーグでのプレーを経て、ギリシャのアリス・テッサロニキへ移籍した。
2006年、セルビア・モンテネグロ最後の国際大会となった世界選手権に出場。その後もワールドリーグ、欧州選手権などで経験を積み、セルビア代表として2008年北京オリンピックに出場した。

## 球歴
- オリンピック - 2008年（5位）
- 世界選手権 - 2006年（4位）
- ワールドリーグ - 2005年、2008年（準優勝）
- 欧州選手権 - 2005年、2007年（3位）、2009年（5位）

## 所属クラブ
- レッドスター・ベオグラード （2000-2005年）
- ヴォイヴォディナ・ノヴィサド （2005-2007年）
- トゥールVB （2007-2008年）
- トレフル・グダニスク （2008-2009年）
- アリス・テッサロニキ （2009-2012年）
- CVM Tomis Costanza（2012-2013年）
- Rennes Volley 35（2014年）
- Volley Amriswil（2014-2016年）